# Thierry Gimenez
Pour les articles homonymes, voir Giménez.
Thierry Gimenez est un acteur français. Il est notamment connu pour avoir tenu le rôle du père Dominique Bosco dans la série télévisée Ainsi soient-ils.

## Filmographie

### Télévision
- 1982 : Les Cinq Dernières Minutes (série télévisée), épisode Les Pièges de Claude Loursais : Richard Fromont
- 1984 : Les Amis de monsieur Gazon de Simon et Pierre Pradinas : Serge
- 1985 : Messieurs les jurés (série) : François Auvret
- 1990 : Six crimes sans assassins de Bernard Stora (téléfilm) : Moreau
- 1992 : La Femme et le Pantin de Mario Camus (téléfilm) : Lachenal
- 1997 : Crime d'amour de Maurice Bunio (téléfilm) : Inspecteur
- 1998 : Joséphine, ange gardien (série), épisode Le Tableau noir de Laurent Dussaux
- 1999 : Brigade spéciale (série) : Alain Karani
- 2001 : L'Aîné des Ferchaux de Bernard Stora (téléfilm) : Policier
- 2004 : Caméra café (série) : Jean-Yves Robin
- 2004 : Commissaire Valence (série) : Dr. Louvier
- 2005 : Julie Lescaut, épisode Justice est faite de Luc Goldenberg (série) : Nicolas Verneuil
- 2005 : Frappes interdites e Bernard Malaterre (téléfilm) : Serge Lefort
- 2006 : Avocats et Associés (série) : Charles Mircourt
- 2007 : Boulevard du Palais (série) : Michel Freignault
- 2007 : Divine Émilie d'Arnaud Sélignac (téléfilm) : Keyserling
- 2008 : Les Enfants d'Orion de Philippe Venault (téléfilm) : Domergue
- 2008 : Paris, enquêtes criminelles (série) :  Robin
- 2008 : Inéluctable de François Luciani (téléfilm) : le Préfet
- 2009 : Diane, femme flic (série) : Ferrand
- 2009 : Section de recherches, saison 4, épisode 1 (série) : Bertrand Roussin
- 2010 : Engrenages (série télévisée) : Juge pôle financier
- 2012-2015 : Ainsi soient-ils (série télévisée) : Père Dominique Bosco
- 2013 : Silences d'État de Frédéric Berthe (téléfilm) : Métivier
- 2017 : Les Petits meurtres d'Agatha Christie, saison 2, épisode 18 L'Homme au complet marron de Rodolphe Tissot (série) : l'homme au complet marron
- 2017 : Ce que vivent les roses de Frédéric Berthe (série) : Docteur Simon
- 2017 : Profilage, saison 8 (série) : Argos
- 2019 : Calls, épisode Chasseur de fantômes

### Cinéma
- 1986 : L'État de grâce de Jacques Rouffio :
- 1989 : Un tour de manège de Pierre Pradinas : Duc
- 1989 : La Vie et rien d'autre de Bertrand Tavernier : L'adjudant du génie
- 1992 : Drôle d'immeuble de Simon Pradinas (court métrage)
- 1992 : Max et Jérémie de Claire Devers : Richard
- 1994 : Pas très catholique de Tonie Marshall
- 1995 : L'Appât de Bertrand Tavernier : Policier
- 2001 : Affaire Libinski de Delphine Jaquet et Philippe Lacôte (court métrage)
- 2001 : Voyance et Manigance d’Éric Fourniols : Thillet
- 2003 : Façade de Guy Mazarguil (moyen métrage) : Jean-Michel
- 2006 : Le Pressentiment de Jean-Pierre Darroussin : Commissaire
- 2008 : Notre univers impitoyable de Léa Fazer : Mercier
- 2015 : Asphalte de Samuel Benchetrit : M. Gilosa, le meneur de la réunion de copropriétaires
- 2019 : J'accuse de Roman Polanski : Colonel Jouaust
- 2021 : Cette musique ne joue pour personne de Samuel Benchetrit : le prof de théâtre

## Théâtre
- 1977 : Arlequin poli par l'amour de Marivaux, mise en scène Christine Melcer
- 1977 : Freaks society de Yves Navarre, mise en scène Pierre Pradinas
- 1982 : Gevrey-Chambertin d'Alain Gautré, mise en scène Pierre Pradinas
- 1983 : Les Amis de Monsieur Gazon de Pierre Pradinas, mise en scène Pierre Pradinas
- 1985 : Place de Breteuil d'Alain Gautré, mise en scène Pierre Pradinas
- 1986 : La Mouette d'Anton Tchekhov, mise en scène Pierre Pradinas
- 1991 : Ah ! Le grand homme de Simon Pradinas, mise en scène Pierre Pradinas
- 1991 : Les Guerres picrocholines d'après François Rabelais mise en scène Pierre Pradinas
- 1992 : La Cave de l'effroi de Gabor Rassov, mise en scène Pierre Pradinas
- 1994 : La Vie criminelle de Richard III de Gabor Rassov, mise en scène Pierre Pradinas
- 1996 : Ce qu'il ne faut pas faire de Pierre Pradinas, mise en scène Pierre Pradinas
- 1997 : Néron de Gabor Rassov, mise en scène Pierre Pradinas
- 1999 : Jacques et Mylène de Gabor Rassov, mise en scène Pierre Pradinas
- 1999 : Op Dogs d’Urs Widmer mise en scène Daniel Benoin
- 2002 : Le Conte d'hiver de William Shakespeare, mise en scène Pierre Pradinas
- 2003 : Victor Bâton d'après Emmanuel Bove, mise en scène Pierre Pradinas
- 2004 : Ma famille de Carlos Liscano, mise en scène Michel Didym
- 2004 : George Dandin de Molière, mise en scène Pierre Pradinas
- 2005 : Fantômas revient d'après Marcel Allain, mise en scène Pierre Pradinas
- 2008 : L'Enfer d'après Dante, mise en scène Pierre Pradinas
- 2010 : 29 degrés à l'ombre - Embrassons-nous, Folleville !  d’Eugène Labiche, mise en scène Pierre Pradinas
- 2010 : Les Amis du président d’Alain Gautré, mise en scène Pierre Pradinas
- 2013 : Des biens et des personnes de Marc Dugowson, mise en scène Pierre Pradinas
- 2013 : Embrassons-nous Folleville ! d’Eugène Labiche, mise en scène Pierre Pradinas
- 2013 : Mélodrame(s) ! de Gabor Rassov, mise en scène Pierre Pradinas
- 2014 : Oncle Vania d’Anton Tchekhov, mise en scène Pierre Pradinas
- 2016 : La Cantatrice chauve d’Eugène Ionesco, mise en scène Pierre Pradinas.